# Alwin Gerisch

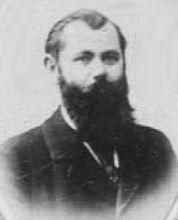
Alwin Gerisch, 1903

Karl Alwin Gerisch (* 14. März 1857 in Rautenkranz; † 8. August 1922 in Berlin) war ein deutscher Politiker der SPD, von 1890 bis 1892 gemeinsam mit Paul Singer deren Vorsitzender, und von 1894 bis 1898 sowie von 1903 bis 1906 Reichstagsabgeordneter.

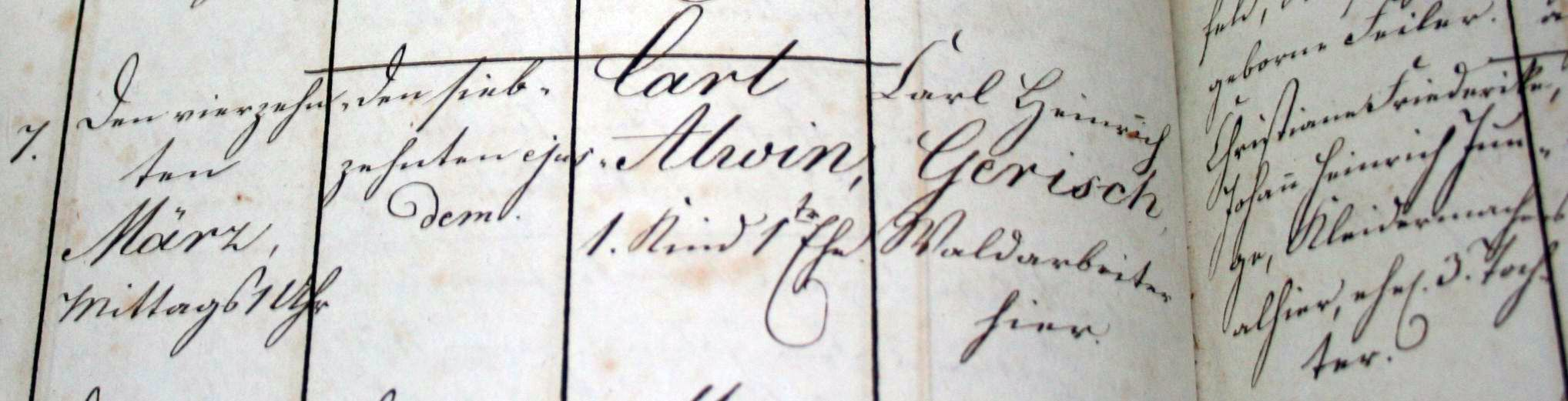
Alwin Gerischs Taufeintrag von 1857

## Leben

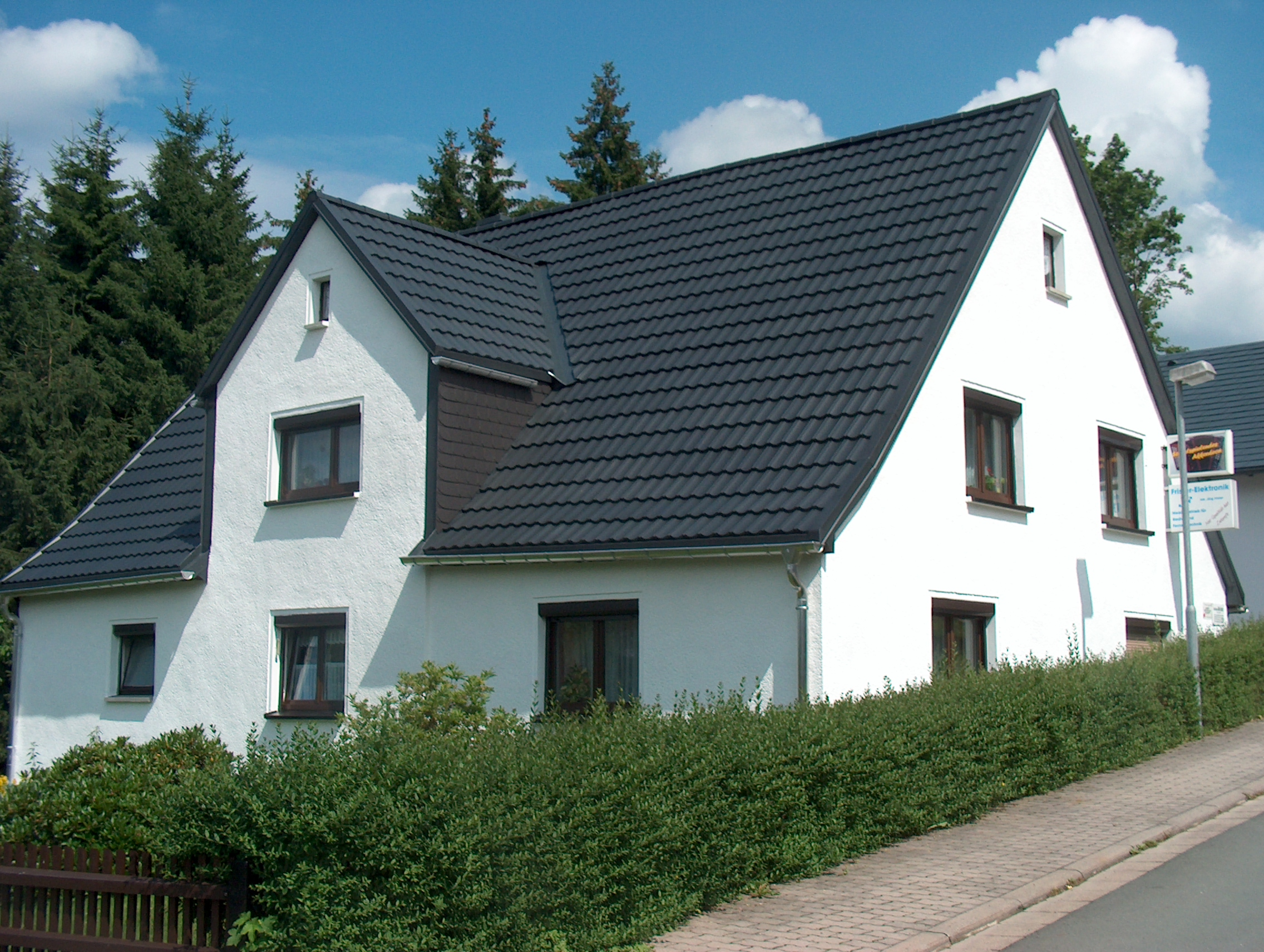
Das Geburtshaus Alwin Gerischs

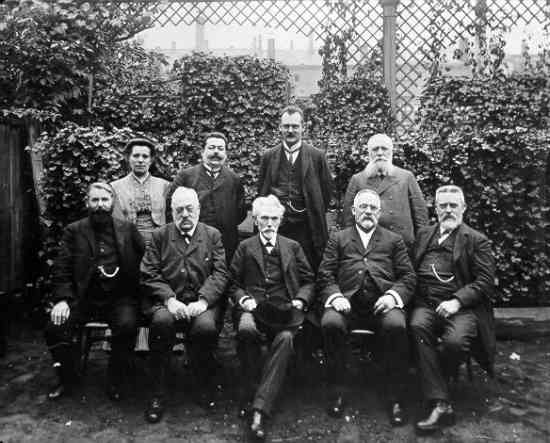
SPD-Parteivorstand 1909. Hintere Reihe: Luise Zietz, Friedrich Ebert, Hermann Müller, Robert Wengels. Vordere Reihe: Alwin Gerisch, Paul Singer, August Bebel, Wilhelm Pfannkuch, Hermann Molkenbuhr

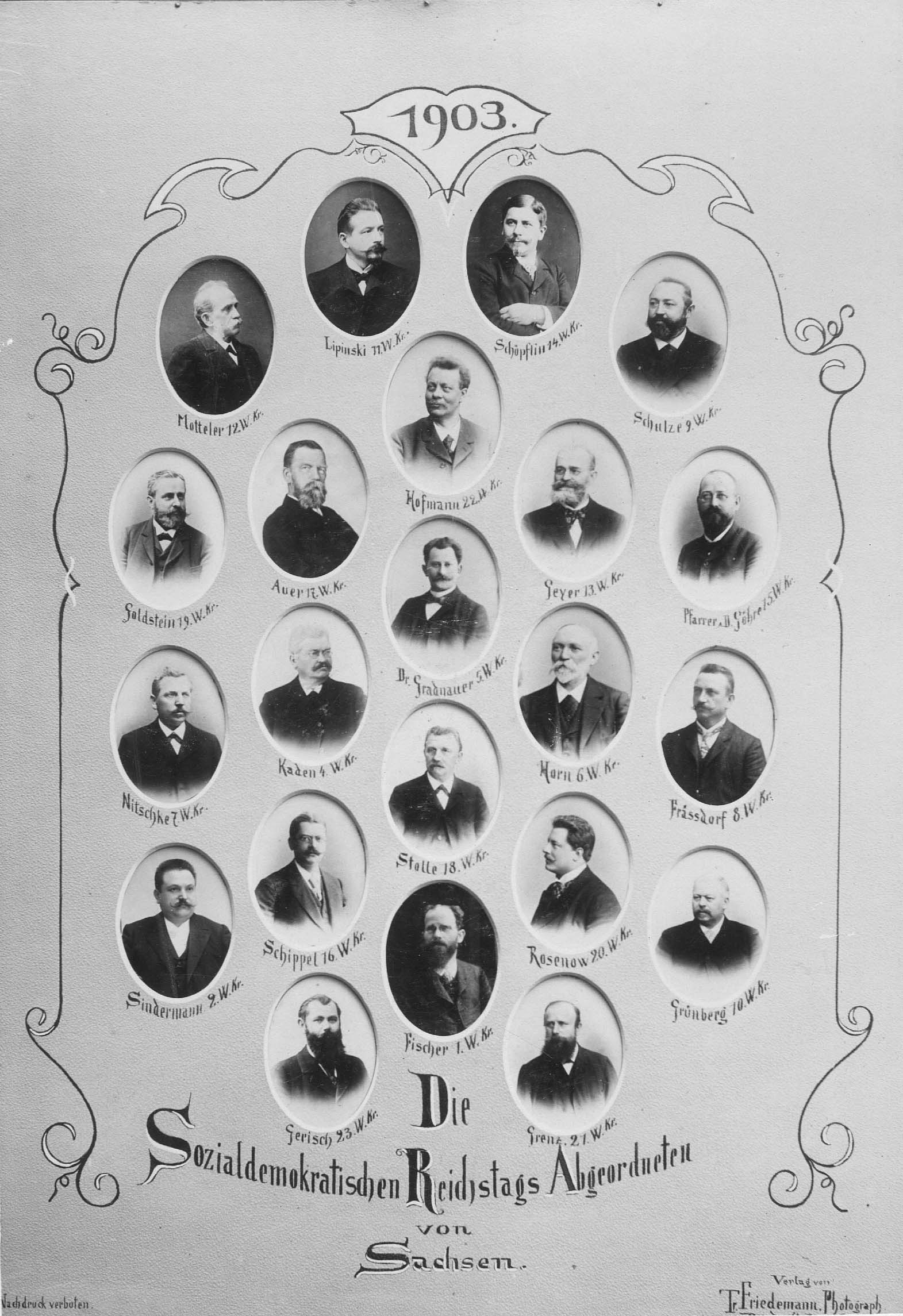
SPD-Reichstagsabgeordnete aus Sachsen von 1903. Gerisch unterste Reihe links.

Alwin Gerisch war Sohn eines Waldarbeiters. Er wurde 1857 in Rautenkranz/Vogtland Ziegengasse Nr. 45 (heute Alwin-Gerisch-Straße 1) geboren. Nach dem Besuch der Volksschule in Rautenkranz absolvierte er von 1871 bis 1874 eine Lehre zum Maschinenschlosser in Auerbach/Vogtl.
Zu Beginn der 1880er Jahre kam Gerisch nach Berlin, wo er als Maschinenbauer arbeitete. Schon während seiner Lehrzeit hatte er erste Kontakte zur Gewerkschafts- und Arbeiterbewegung. Von 1885 bis 1892 war er Vorstandsmitglied und Kassenwart im Verband der Arbeiter in der Metallindustrie für den Raum Berlin. Seit 1. August 1890 war er Mitinhaber der Buchdruckerei und Buchhandlung „Volkswacht“ A. Gerisch & Co. in Bielefeld.
Bereits zu Zeiten des Sozialistengesetzes engagierter Sozialdemokrat, wurde er 1890 gemeinsam mit Paul Singer Vorsitzender der Sozialdemokratischen Partei Deutschlands und übte diesen Posten bis 1892 aus. Auch nach 1892 blieb er im SPD-Vorstand (von 1892 bis 1912 als Kassierer und von 1912 bis 1917 als Schriftführer bzw. Sekretär im Parteivorstand). Seine umsichtige Finanzpolitik verschaffte ihm in der Partei großes Ansehen. Im Jahr 1917 schied er aus Krankheitsgründen aus dem Vorstand aus.
Auf dem Berliner Parteitag vom 14. bis 21. November 1892 war Gerisch Berichterstatter zum Tagesordnungspunkt „Die Maifeier 1893“ und auf dem Gothaer Parteitag vom 11. bis 16. Oktober 1896 für „Die Maifeier 1897“. Er war auch Berichterstatter auf dem Dresdner Parteitag vom 13. bis 20. September 1903 zum Thema der „Polenfrage“.
Im Jahr 1914 unterstützte Gerisch den Beschluss der SPD-Reichstagsfraktion zur Bewilligung der Kriegskredite, der als entscheidende Ursache für die Aufspaltung der deutschen Arbeiterbewegung gilt.
Bei einer Nachwahl zum Reichstag wurden von den abgegebenen 20.585 Stimmen für Gerisch 9.919 Stimmen, für Wilhelm Uebel (Kartellkandidat) 6.000 Stimmen, Max Schubert (Deutschkonservativ) 2.667 und Arnold v. Schwarze (Freisinnige Volkspartei) 1.999 Stimmen am 1. Juni 1894 abgegeben. Gerisch war von 1894 bis 1898 („Wahlkreis Sachsen 23 – Plauen“) und erneut von 1903 bis 1906 („Wahlkreis Sachsen 23 - Plauen“) Mitglied der SPD-Fraktion im Reichstag. Danach war er von 1906 bis 1918 Mitglied der Gemeindevertretung der Landgemeinde Treptow. Er wohnte bis zu seinem Tod in Berlin-Baumschulenweg.

## Werke (Auszug)
Unter dem Pseudonym A. Ger veröffentlichte Gerisch politische Erzählungen und Romane in der Zeitschrift Die neue Welt. Illustriertes Unterhaltungsblatt für das Volk, die das Elend der oft kinderreichen Arbeiterfamilien und ihre durch die Armut und die Lebensumstände geprägte Rückständigkeit sowie die Anfänge der Arbeiterbewegung im Erzgebirge zum Thema hatten.
- Im Eisenhammer (1899)
- Maria & Josef (1906)
- Die Husterhütte (1908)
- Um eine Urkunde (1915)
- Das Grundübel (1916)
- Sein Eiland (1916)
- Laichschonrevier Nr. 8 (1917)

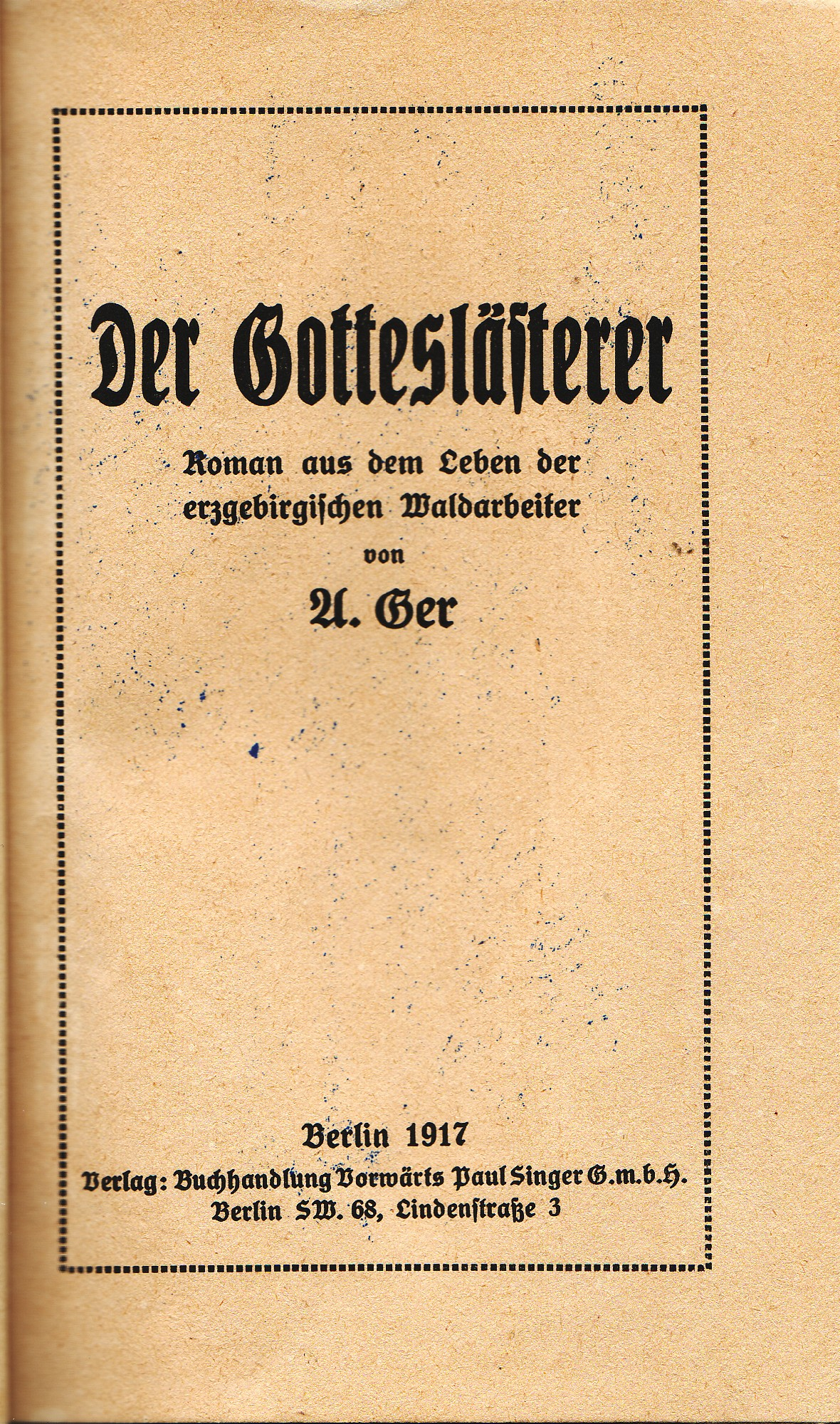
Innentitel des Romans Der Gotteslästerer

- Erweckt. Ein Roman aus dem Proletarierleben. Buchhandlung des Vorwärts, Berlin 1911
- Der Gotteslästerer. Roman aus dem Leben der erzgebirgischen Waldarbeiter. Buchhandlung des Vorwärts, Berlin 1913
- Das Grundübel. Dortmund 1916 (Aus: Dortmunder „Arbeiter-Zeitung“ Juli 1916)
- Erzgebirgisches Volk.Buchhandlung des Vorwärts, Berlin 1918. In dem mit "Erinnerungen" untertitelten schmalen Buch, das die vogtländische SPD im Jahr 2008 neu auflegte, beschreibt Alwin Gerisch nicht nur seine Kindheit in Morgenröthe-Rautenkranz, seine Lehrzeit in Auerbach/Vogtland und sein erstes Aufbegehren gegen die Ausbeutung der Arbeiter, sondern auch die äußerst schwierigen Lebensumstände der Arbeiterfamilien, ihre primitiven, äußerst beengten und unhygienischen Wohnverhältnisse, die großen Mühen um das tägliche Essen und um das Heizmaterial, aber auch die Ausbeutung in den Fabriken und der Waldarbeiter bei langer Arbeitszeit und niedrigsten Löhnen, die Repression durch die Repräsentanten des Staates und die Abgehobenheit der Kirchen von den Problemen der Masse der Bewohner im Erzgebirge und im sächsischen Vogtland. (Link zum Digitalisat in der Staatsbibliothek Berlin und Digitalisat in der Deutschen Nationalbibliothek)
- Der Nazi und sein Netterl. Zum Tode von Agnes Auer. In: Vorwärts vom 23. Februar 1922, Beilage Heimwelt, Nr. 7 (Link zum Digitalisat).[4]

## Ehrungen
Am 9. November 1926 wurde die Straße 83 in seinem alten Wohnort Berlin-Baumschulenweg zu seinen Ehren in Alwin-Gerisch-Straße umbenannt. Nach der Machtergreifung der Nationalsozialisten wurde die Straße am 4. April 1934 in den Heidekampweg eingegliedert. In seinem Geburtsort ist die Alwin-Gerisch-Straße nach ihm benannt.